# Radio Mohammed VI du Saint Coran
Ne doit pas être confondu avec Assadissa.
La radio Mohammed VI du Saint Coran (en arabe : إذاعة محمد السادس للقرآن الكريم) est une station de radio marocaine.
Sur cette chaîne, les émissions de caractère religieux coranique sont destinées à la promotion des valeurs de l'Islam selon le rite Malékite. 
La chaîne assure également la production de programmes religieux.
La chaîne a été baptisée par le roi Mohammed VI le 16 octobre 2004, elle émet en continu.

## Fréquences
- Rabat & régions 94.20 MHz
- Fès, Meknès, Sidi Kacem & régions 98.40 MHz
- Marrakech & régions 88.2 MHz
- Casablanca & régions 98.60 MHz
- Agadir & régions 87.90 MHz
- Tétouan & régions 93.70 MHz
- Laayoune & régions 94.20 MHz
- Oujda & régions  96.10 MHz
- Tanger & régions 98.30 MHz

## Source
- (fr) Communiqué de presse
- (ar) Communiqué de presse